# اچ‌ام‌اس جی۵
اچ‌ام‌اس جی۵ (به انگلیسی: HMS J5) یک زیردریایی بود. این زیردریایی در سال ۱۹۱۵ ساخته شد.